# اغتيال (فلم 1987)
اغتيال (بالإنجليزية: Assassination) هو فيلم إثارة أمريكي، من إنتاج 1987. سيناريو ريتشارد سيل، إخراج بيتر هانت، بطولة تشارلز برونسون، جيل آيرلاند، ستيفن إليوت، جيمس ستالي، جان غان بويد، مايكل أنسارا.

## القصة
تتمحور قصة الفيلم حول شخصيتين هما جاي كيليون (تشارلز برونسون)، وهو حارس شخصي رئاسي، والسيدة الأولى للولايات المتحدة الأمريكية لارا رويس (جيل آيرلاند)، واللذان يصبحان متلازمين عن طريق تعيين جاي حارساً شخصياً لها، إلا أن لارا امرأة قوية الشخصية ومتعصبة بشأن المساواة بين الرجل والمرأة، فتشمئز من الأوامر التي يصدرها جاي بشأن تحركاتها وتصرفاتها، معتبرة ذلك تدخلاً في شؤونها الخاصة، ومحاولة من جانبه لفرض السيطرة، كونه رجل وهي امرأة، غير أنها تغير فكرتها عنه عندما تدرك جدوى أفعاله بعد تعرضها لمحاولة اغتيال، ثم تقوم بزيارة لخارج البلاد يرافقها جاي، ولا يكف المتربصون عن ملاحقتهما، ويبدأ شد الفيلم.

## طاقم الفيلم
| ممثلون                                 | ممثلون                                         | ممثلون     | ممثلون     |
| الممثل                                 | الدور                                          |            |            |
| تشارلز برونسون (Charles Bronson)       | جاي كيليون-الحارس الشخصي (Jay Killion)         |            |            |
| جيل آيرلاند (Jill Ireland)             | لارا رويس-السيدة الأولى (Lara Royce Craig)     |            |            |
| ستيفن إليوت (Stephen Elliott)          | فيتزروي (Fitzroy)                              |            |            |
| جيمس ستالي (James Staley)              | بريغز (Briggs)                                 |            |            |
| جان غان بويد (Jan Gan Boyd)            | شارلوت تشونغ (Charlotte Chong)                 |            |            |
| مايكل أنسارا (Michael Ansara)          | السيناتور هيكتور بنسن (Sen. Hector Bunsen)     |            |            |
| تشارلز هورتون (Charles Howerton)       | رئيس الولايات المتحدة (President Calvin Craig) |            |            |
| فريق العمل                             | فريق العمل                                     | فريق العمل | فريق العمل |
| الاسم                                  | الاختصاص                                       |            |            |
| ريتشارد سيل (Richard Sale)             | كاتب سيناريو (Scriptwriter)                    |            |            |
| بيتر هانت (Peter Hunt)                 | مخرج (Director)                                |            |            |
| بانشو كونر (Pancho Kohner)             | منتج (producer)                                |            |            |
| حنانيا باير (Hanania Baer)             | مصور سينمائي (Cinematographer)                 |            |            |
| روبرت أو. راغلاند (Robert O. Ragland)  | موسيقي (Composer)                              |            |            |
| فالانتاين ماكالوم (Valentine McCallum) | موسيقي (Composer)                              |            |            |
| -------------------------------------- | ---------------------------------------------- | ---------- | ---------- |

## روابط خارجية
- مقالات تستعمل روابط فنية بلا صلة مع ويكي بيانات